# Пам'ятник Тарасові Шевченку (Личаків)
Перший пам'ятник Тарасові Шевченку у Львові було встановлено на подвір'ї середньої загальноосвітньої школи № 63.
Автор цієї скульптури — заслужений діяч мистецтв УРСР, відомий в Україні скульптор Яків Чайка. Про дозвіл на встановлення пам'ятника клопотали і батьки, і вчителі. Навесні 1960 року розпочалися роботи зі встановлення погруддя. Робітник Львівської кераміко-скульптурної фабрики Петро Максим встановлював пам'ятник майже тиждень. Це був подарунок вдячного батька (у школі навчалися три його доньки — Віра, Надія, Любов).
Пам'ятник Кобзареві постав на шкільному дворі на початку березня 1960 року. З погруддя Тараса зняли покривало — і новенький пам'ятник став окрасою не лише школи, але й усього району — адже був першим у місті. Після «Заповіту» привітальне слово виголосив директор СЗШ № 63 Базильов Федір Степанович, а відтак — учителі мовники і викладач географії Наливайко Василь Андрійович. Цей вчитель доклав особливих зусиль, щоб партійні посадовці дали згоду на увіковічення Тараса Шевченка. Біля погруддя ріс невеликий садок — «український куток»: учителі та учні там садили квіти.
1965 року погруддя перенесли на теперішнє місце — на «лицьову» частину школи.
1970 року учасники краєзнавчої експедиції під керівництвом учителя української мови і літератури Ольги Павлівни Гончар побували у Каневі. Там на могилі Шевченка вони взяли гілочку з Тарасової верби і бережно привезли до Львова. Гілку спочатку посадили у родючий ґрунт на городі Ольги Павлівни, а після того, як вона вкорінилася її урочисто висадили біля погруддя Кобзаря. Право посадити Тарасову вербу виборола тодішня восьмикласниця Стефанія Татусько (нині — вчитель української мови та літератури Стефанія Ярославівна Тарапацька).
У 70-х роках тотальна русифікація та ідеологічний тиск на все прогресивне і патріотичне витіснили відносну хрущовську відлигу. У ті роки тодішній директор 63-ї школи, Петро Іванович Яцина не раз отримував зауваження від влади за квіти покладені біля погруддя, але вони з'являлися знову і знову.
1972 року — під час Шевченківських днів — учні прийшли до школи у вишиванках. За це їм оголосили догану і виключили з комсомолу. Потім хтось з партійців захотів знести пам'ятник Тарасові Шевченку, проте треба віддати належне педагогічному та батьківському колективам СЗШ № 63 які титанічними зусиллями врятували погруддя від неминучої ліквідації.
Уже кілька років заслужений вчитель України, учитель української мови і літератури Ольга Павлівна Гончар займається реконструкцією пам'ятника Шевченкові.